# Lords of Xulima
Lords of Xulima ist ein 2014 erschienenes Rollenspiel des spanischen Entwicklerstudios Numantian Games. Es wurde für Windows, macOS und Linux umgesetzt.

## Geschichte
Lords of Xulima wurde erstmals am 14. November 2014 veröffentlicht. Die Mac-Version folgte etwas später im Jahr 2016. Es ist das erste Spiel von Numantian Games. Ihr nachfolgendes Projekt war ebenfalls ein Strategiespiel mit dem Namen „They Are Billions“ (deutsch: Sie sind Milliarden).

## Spielverlauf und Handlung
Lords of Xulima basiert auf dem Prinzip eines rundenbasierten RPGs. Der Spieler startet mit der Auswahl seiner Gruppe von Charakteren für die Reise nach Xulima, dem Kontinent der Götter. Dabei können unterschiedliche Klassen und Fähigkeiten gewählt werden, welche später im Spiel weiter verbessert werden, indem die Charaktere Erfahrung sammeln und zum nächsten Level aufsteigen. Durch das Erkunden der Landschaft auf dem Kontinent zeichnet der Spieler eine Landkarte von dem Gebiet, wo er sich befindet. Prinzipiell kann der Spieler jeden Ort in Xulima bereisen, zu Fuß oder später auch mit dem Schiff. Es gibt eine große offene Welt, welche nur durch übermächtige Gegner begrenzt ist. Der Kampf findet in einer geschlossenen Arena statt und wird mit strategischen Elementen ausgeführt.
Alle Entscheidungen kann der Spieler selbst treffen, muss aber auf seine natürlichen Fähigkeiten und eine gute Ausrüstung für die Reise achten. So hat jeder Spieler einen individuellen Spielverlauf. Zwischenzeitlich gibt es die Möglichkeit, sich in Dörfern zu erholen.
Die Mission bei Lords of Xulima ist es, den Kontinent zu erforschen und die Artefakte der Götter zu sammeln. Nachdem ein Krieg auf dem Kontinent Rodinia ausgebrochen ist, der droht, alle menschlichen Schöpfungen zu zerstören, wird ein junger Entdecker namens Gaulen losgeschickt, um das Gleichgewicht zwischen Göttern und Menschen wiederherzustellen.

### Erweiterungen
Zusätzlich zu dem Spiel kann der Spieler noch den DLC „Der Talisman von Golot“ kaufen. Damit ist es dem Spieler möglich, bestimmte Wünsche mithilfe des Artefakts erfüllen zu lassen, wie z. B. die Versetzung zu einem anderen Ort oder die Umwandlung von Gold in Erfahrung oder Nahrung. Diese Erweiterung hilft dem Spieler, ist aber nicht erforderlich, um das Spiel zu vollenden.

## Rezeption
Lords of Xulima erhielt überwiegend positive Bewertungen. Gelobt wurde die lange Spielzeit, der übersichtliche Aufbau und die atmosphärische Musik. Kritisiert wurde der teils repetitive Spielverlauf und wenig Einfallsreichtum bei den Gegnergruppen sowie teilweise zu schwierige Gegner.
Metacritic vergab 71 von 100 Punkten und 7,8 von 10 Punkten bei der Nutzerwertung, basierend auf 121 Bewertungen, gleich auf mit GameSpot mit ebenfalls 7,8 Punkten.